# Рудное (Гомельская область)
Рудное (бел. Руднае) — упразднённая деревня в Хойникском районе Гомельской области Беларуси. В составе Судковского сельсовета.
В начале 1930-х годов поблизости выявлены месторождения железных руд.

## География

### Расположение
В 5 км на юго-запад от районного центра и железнодорожной станции Хойники (на ветке Василевичи — Хойники от линии Гомель — Калинковичи), в 110 км от Гомеля.

### Гидрография
На юге мелиоративные каналы, соединённые с рекой Припять (приток реки Днепр).

## Транспортная сеть
Транспортные связи по просёлочной, а затем по автодорогам, которые идут от Хойники. Планировка состоит из полувыгнутой улицы, ориентированной с юго-запада на северо-восток, к которой присоединяются 2 переулка. Застройка двусторонняя, деревянная, усадебного типа.

## История
Впервые деревня упомянута в судебном акте от 6 апреля 1590 года. Это протест киевского подкомория Щастного Харлинского в адрес князя Вишневецкого за грабительский наезд нескольких сотен брагинских людзей, воглавляемых его урядником Кирианом Войниловичем, на селения Храпков, Новосёлки, Богуши и Рудное к ключу Остроглядовскому принадлежавшие. В судебном декрете от 7 июня 1623 г. среди селений, которыя потерпели от наезда свояков владелицы-вдовы Гальшки Харлинской Станислава, Юрия и других Харлинских названа и “wieś Rudnaja”. После Харлинских, с 1627 года и до реформенного периода Рудное принадлежало тем же владельцам, что и Хойники с Остроглядами, то есть панам Абрамовичу, Брозовскому, князьям Шуйским, панам Прозорам. До второго раздела Речи Посполитой имение находилось в Овручском повете Киевского воеводства Королевства Польского. С 1793 года в составе Речицкого уезда Черниговского наместничества, с 1797 года Минской губернии Российской империи. В пореформенный период деревня Рудное относилась к Хойникской волости Речицкого уезда Минской губернии. В 1879 году обозначена в числе селений Стреличевского церковного прихода. Согласно переписи 1897 года действовали часовня, хлебозапасный магазин.
С 8 декабря 1926 года до 30 декабря 1927 года центр Рудненского сельсовета Речицкого с 9 июня 1927 года Гомельского округов. В 1930 году жители вступили в колхоз, работали кузница, 2 стальмашни, 2 ветряные мельницы. Во время Великой Отечественной войны оккупанты частично сожгли деревню и убили 10 жителей. 116 жителей погибли на фронте. Согласно переписи 1959 года центр колхоза имени XXI съезда КПСС. Располагались начальная школа, клуб, библиотека, фельдшерско-акушерский пункт, ветеринарный участок, отделение связи, магазин.
До 31 декабря 2009 года в Дворищанском сельсовете, который переименован в Судковский.
20 июля 2013 года упразднена деревня Рудное.

## Население

### Численность
2013 год — нет жителей и хозяйств

### Динамика
- 1897 год — 525 жителей, 82 двора (согласно переписи)
- 1908 год — 592 жителя, 96 дворов
- 1959 год — 745 жителей (согласно переписи)
- 2004 год — 19 жителей, 12 хозяйств

## Достопримечательность
- Памятник погибшим землякам в годы Великой Отечественной войны (1969). Скульптура воина и стела.